# BOTAŞ
Boru Hatları ile Petrol Taşıma Anonim Şirketi, abgekürzt mit BOTAŞ, ist ein türkisches Unternehmen, es ist zu 100 % staatlich.
Botaş ist im Bereich Öl- und Erdgastransport und im Gashandel tätig. Botaş betreibt ein Erdgasleitungsnetz mit einer Gesamtlänge von ca. 4650 km und ein Ölleitungsnetz von insgesamt 2297 km. Im Jahr 2001 hatte das Unternehmen ein Umsatzvolumen von 16,4 Mrd. m³ Gas und transportierte insgesamt 276 Mio. Barrel Rohöl. Botaş beschäftigt über 2300 Mitarbeiter, Sitz des Unternehmens ist Ankara.
Das größte Projekt von Botaş war das Baku-Tiflis-Ceyhan-Pipeline-Projekt. Diese Leitung hat eine Gesamtlänge von 1730 km und verläuft über drei Länder. Die Botaş war einer von sechs Partnern des gescheiterten Nabucco-Pipeline-Projekts.
Botaş ist neben der Türkiye Petrolleri Anonim Ortaklığı (TPAO) das größte Energieunternehmen der Türkei. Der Energiesektor ist in der Türkei fest in staatlicher Hand.
Botaş ist zudem an der Transanatolische Pipeline (TANAP) beteiligt und erhielt diesbezüglich von der Europäischen Investitionsbank einen Kredit in Höhe von 270 Mio. Dollar.
Im Jahre 2009 war die Botaş mehrfach in der Presse, weil auf dem Firmengelände in Silopi Überreste von mutmaßlichen Opfern politischer Morde aus den 1990er Jahren gefunden wurden.